# Kaldred
Kaldred is een plaats in de Deense regio Seeland, gemeente Kalundborg, en telt 336 inwoners (2008).